# مركز مؤتمرات

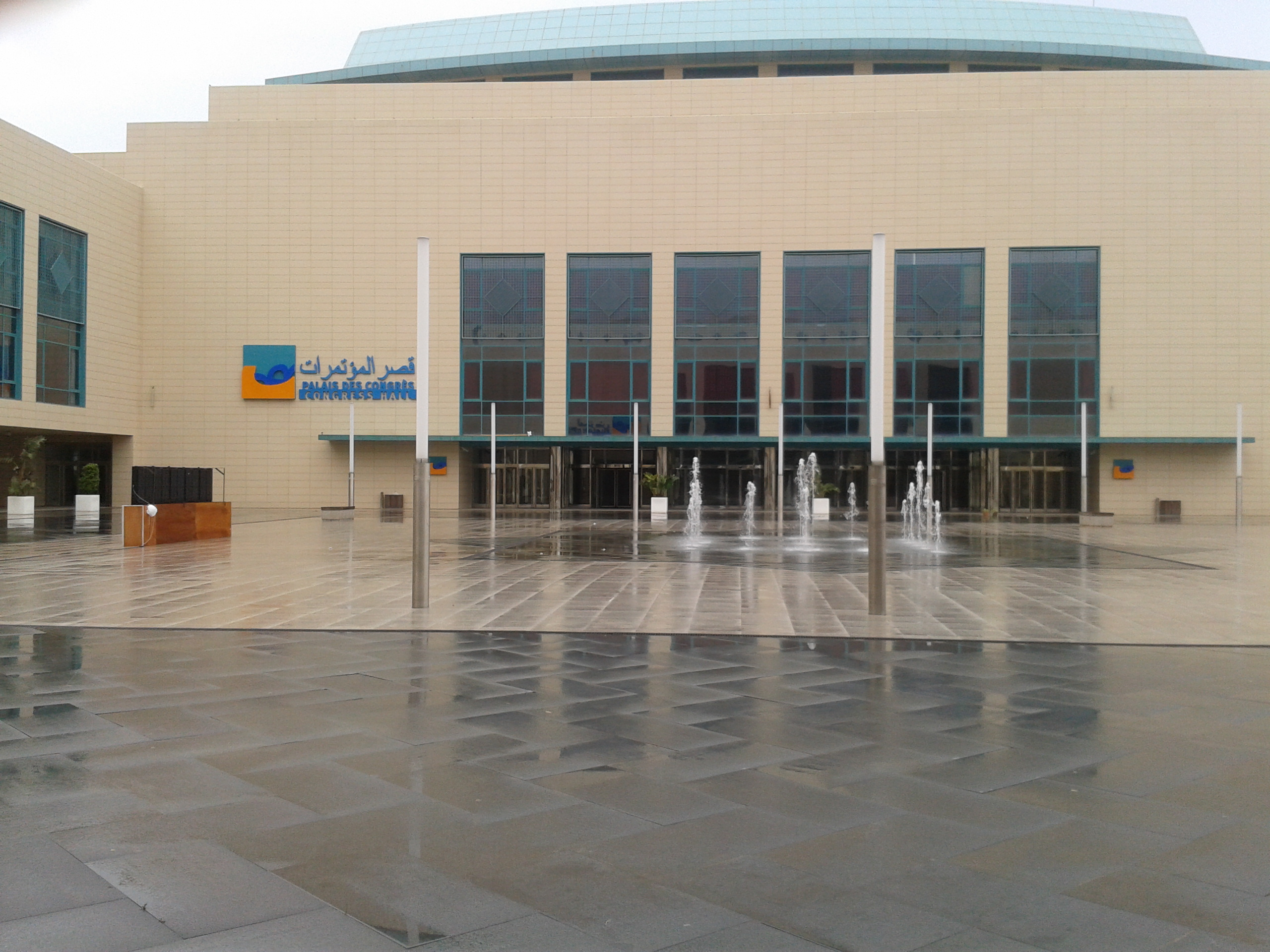
قصر المؤتمرات بوهران.

مركز المؤتمرات أو قصر المؤتمرات مبنى يتألف من صالة محاضرات وغرف اجتماعات ومرافق، مخصصة لإجراء المؤتمرات فيها.